# گورستان امین جان یری
گورستان امین جان یری مربوط به هزاره اول قبل از میلاد است و در شهرستان نمین، بخش عنبران، روستای گرده واقع شده و این اثر در تاریخ ۱۰ خرداد ۱۳۸۲ با شمارهٔ ثبت ۸۷۷۹ به‌عنوان یکی از آثار ملی ایران به ثبت رسیده است.